# 도당로
도당로(都堂路)는 서울특별시 도봉구 쌍문동 삼익세라믹아파트 삼거리에서 서울특별시 도봉구 방학동 방학역입구 삼거리를 잇는 도로이다.

## 통과 구간
서울특별시
- 도봉구

삼익세라믹아파트 삼거리 (해등로) - 방학동국민은행앞사거리(방학로) - 도깨비시장입구사거리 - 거성학마을아파트 -  방학역입구삼거리(도봉로)